# Кронах
 Тази статия е за града в Германия.  За окръга вижте Кронах (окръг).  
Кронах (на немски: Kronach) е град в Горна Франкония, Бавария, Германия, с 16 808 жители (2015).

## Личности
- Лукас Кранах Стари (1472 – 1553), художник, роден в Кронах